# Benjamin Aptaker
Benjamin Aptaker, né le 21 août 1923 à Londres et mort le 2 septembre 2012 à Brisbane (en Australie) est un officier anglo-australien qui, pendant la Seconde Guerre mondiale, fut un agent secret de l'OSS et du Special Operations Executive, section F. En 1944, il fut envoyé en France comme instructeur du réseau GARDENER de Robert Boiteux, dans la région de Marseille.

## Éléments biographiques

### Premières années
Benjamin Aptaker naît à Londres le 21 août 1923, de parents émigrés russes, venus respectivement d’Odessa et de Kiev.
Enfant, il vit en Angleterre, puis en Belgique.

### Seconde Guerre mondiale
Lorsque la guerre commence, il poursuit sa scolarité en Suisse. Âgé de juste 17 ans, il s’engage alors dans la Merchant Navy.
Un an plus tard, il est appelé sous les drapeaux, est promu officier et reçoit en 1942 une commission dans l’Intelligence Corps. En 1943, il est transféré à la section F du SOE. Le 7 mars 1944, il est parachuté près de Figeac (Lot). Il vient opérer à Marseille et dans les environs comme instructeur en sabotage du réseau GARDENER de Robert Boiteux « Firmin », parachuté en même temps que lui. Le lendemain, l’équipe GARDENER est complétée par l’arrivée de Gaston Cohen, parachuté à Loubressac. Pendant deux semaines, Aptaker et Cohen restent dans le Lot, prêtés au chef du réseau FOOTMAN, George Hiller, pour qui ils organisent le maquis Cyprès.
Puis ils rejoignent leur affectation, à Marseille. Ils arrivent trop tard pour entrer en contact avec Charles Skepper, chef du réseau MONK, qu’ils sont censés venir aider  : il vient d’être arrêté le 25 mars. Robert Boiteux prend la place de Skepper. C’est dans une pièce voisine de la fosse aux lions du parc zoologique de Marseille que Benjamin Aptaker donne ses cours aux Résistants. Il participe aussi à la réception d’armes et de matériel. En août, il participe à l’accueil des forces alliées récemment débarquées en Provence (le 15).

### Après guerre
Après la libération, il est d’abord affecté à Dachau où il participe à l’organisation de la prise en charge des déportés enfin libérés. Puis il reste deux ans, en zone américaine, dans les services d’investigation des crimes de guerre. Il quitte l’armée avec le grade de major (équivalent de commandant).
Redevenu civil, il se lance dans l’hôtellerie, et dirige de grands établissements dans le midi de la France, puis en Grande-Bretagne. En 1948, il épouse Jean Dorothy Forster, dont il adopte le patronyme. Devenu veuf, il se remarie avec Doreen Stephens en 1980. Le couple émigre en Australie.
En 2006, Benjamin Aptaker acquiert la nationalité australienne. Il meurt le 2 septembre 2012 à Claremont (Queensland) en Australie, à l’âge de 89 ans.

## Identités
- État civil : Benjamin Aptaker ; devenu Roger Forster après son premier mariage en 1948.
- Armée : General List, matricule 294218
- Comme agent du SOE, section F :
  - Nom de guerre (field name) : « Alaric »
  - Nom de code opérationnel : LIBRARIAN (en français BIBLIOTHÉCAIRE)
  - Fausse carte d’identité : Jean-Roger Gauthier, né le 21 août 1917 à Saint-Quentin (Aisne). Domicile Nice, taille 1,97 m. Carte établie en mai 1943.

## Distinctions
- France : Croix de guerre 1939-1945.
- Royaume-Uni : Mentioned in Despatches.

## Sources et liens externes
- Fiche Benjamin Aptaker, avec photographies sur le site Special Forces Roll of Honor.
- Michael R. D. Foot, Des Anglais dans la Résistance. Le Service Secret Britannique d'Action (SOE) en France 1940-1944, annot. Jean-Louis Crémieux-Brilhac, Tallandier, 2008,  (ISBN 978-2-84734-329-8) /  (EAN 9782847343298). Traduction en français par Rachel Bouyssou de (en) SOE in France. An account of the Work of the British Special Operations Executive in France, 1940-1944, London, Her Majesty's Stationery Office, 1966, 1968 ; Whitehall History Publishing, in association with Frank Cass, 2004.Ce livre présente la version « officielle » britannique de l’histoire du SOE en France. Une référence essentielle sur le sujet du SOE en France.
- Lt. Col. E.G. Boxshall, Chronology of SOE operations with the resistance in France during world war II, 1960, document dactylographié (exemplaire en provenance de la bibliothèque de Pearl Witherington-Cornioley, consultable à la bibliothèque de Valençay). Voir sheet 51, GARDENER CIRCUIT.
- Libre Résistance, bulletin d’information et de liaison, anciens des Réseaux de la Section F du S.O.E. (Special Operations Executive), réseaux BUCKMASTER, numéro 35, 1er trimestre 2013, page 6.